# Ноздрачёв, Александр Данилович
Алекса́ндр Дани́лович Ноздрачёв (25 октября 1931, Карачев, Брянская область — 19 июня 2022, Санкт-Петербург) — советский и российский нейрофизиолог, специалист по вегетативной нервной системе и висцеральным процессам. Доктор биологических наук (1967), профессор (1977), академик РАН (1997), почётный профессор СПбГУ (2012), почётный доктор Петрозаводского государственного университета (2018).

## Биография
Окончил Витебский ветеринарный институт (1954).
В 1957 году защитил кандидатскую диссертацию по ветеринарным наукам «Топографо-анатомическое исследование иннервации органов таза у коров». В 1958—1960 — мнс Института экспериментальной медицины АМН СССР.
1960—1981 — мнс, снс, заведующий лабораторией физиологии рецепции, заведующий отделом в Институте физиологии им. И. П. Павлова АН СССР. Защитил докторскую диссертацию «Кортикостероиды и функции периферического отдела симпатической нервной системы: электрофизиологическое исследование» (1967).
1980—2008 — заведующий кафедрой общей физиологии Санкт-Петербургского государственного университета, затем её профессор поныне. Одновременно заведующий отделом физиологии нервной системы Института физиологии им. А. А. Ухтомского СПбГУ, а также заведующий лабораторией физиологии рецепции Института физиологии им. И. П. Павлова.
7 декабря 1991 года избран членом-корреспондентом РАН по Секции химических и медико-биологических наук (биология и биотехнология), академик РАН с 29 мая 1997 года. Избирался в состав бюро Отделения физиологических наук РАН, председатель Проблемной комиссии Научного совета РАН по физиологическим наукам, член Президиума СПбНЦ РАН, член Центрального совета Физиологического общества им. И. П. Павлова РАН.
Член редколлегий ряда журналов Российской академии наук («Российский физиологический журнал», «Журнал эволюционной физиологии и биохимии»). Председатель Санкт-Петербургского общества физиологов, член ряда российских и зарубежных научных обществ (в том числе действительный член РАЕН).
Подготовил свыше 40 кандидатов и 34 докторов наук.
Является автором идеи памятника «Подопытной кошке», установленного во дворе главного здания Санкт-Петербургского государственного университета (открыт 14 ноября 2002). Рядом установлена плита с его памятной фразой: «Человечество обязано быть бесконечно благодарным кошке, подарившей миру великое множество первостепенных открытий в физиологии». В 2002 году его имя получила малая планета № 18 288 «Nozdrachev».
Скончался 19 июня 2022 года в Санкт-Петербурге.

## Основные работы
Автор более 1250 публикаций, в том числе более 60 книг. Является соавтором общероссийского учебника биологии для 9 классов средних школ под ред. А. С. Батуева (10 изданий).
- Вегетативная рефлекторная дуга. — Л.: Наука, 1978. — 232 с.
- Физиология вегетативной нервной системы. — Л.: Медицина, 1983. — 296 с.
- Багаев В. А., Ноздрачев А. Д., Пантелеев С. С. Ваго-вагальная рефлекторная дуга. Элементы структурно-функциональной организации. СПб.: Изд-во СпбГУ, 1997. — 204 с.
- Ноздрачев А. Д., Чумасов Е. И. Периферическая нервная система: структура, развитие, трансплантация и регенерация. СПб.: Наука, 1999. — 281 с.
- Ноздрачев А. Д., Поляков Е. Л., Лапицкий В. П., Осипов Б. С., Фомичев Н. И. Анатомия беспозвоночных: пиявка, прудовик, дрозофила, таракан, рак (лабораторные животные). СПб.: Лань, 1999. — 288 с.
- Ноздрачев А. Д., Поляков Е. Л. Анатомия крысы (лабораторные животные). — СПб.: Лань, 2001. — 464 с.;
- Ноздрачев А. Д., Фатеев М. М. Звездчатый ганглий. Структура и функции. — СПб., Наука, 2002. — 239 с.
- Начала физиологии: Учеб. для вузов / под. акад. А. Д. Ноздрачева. — СПб.: Лань, 2001. — 1088 с.; 2-е изд., испр. — СПб.: Лань, 2002; 3-е изд. СПб., 2004;
- Ноздрачев А. Д., Марьянович А. Т., Поляков Е. Л., Сибаров Д. А., Хавинсон В. Х. Нобелевские премии по физиологии или медицине за 100 лет. — СПб.: Гуманистика, 2002, — 688 с.
- А. С. Батуев, И. Д. Кузьмина, А. Д. Ноздрачев, Р. С. Орлов, Б. Ф. Сергеев Биология. Человек. 9 класс. — М: Дрофа, 2005. (7-е изд.). — 240 с. — ISBN 5-7107-9480-5, 5-7107-4079-9.5-7107-8731-0
- Феномен истории естествознания. Кафедра общей физиологии Санкт-Петербургского университета / А. Д. Ноздрачев, В. П. Лапицкий ; Санкт-Петербургский гос. ун-т. — Санкт-Петербург : Изд-во Санкт-Петербургского ун-та, 2006. — 371, [2] с., [36] л. ил., портр., факс.; ISBN 978-5-288-04238-6
- Ноздрачев А. Д., Орлов Р. С. Нормальная физиология. 3-е изд. М., 2009;
- Ноздрачев А. Д., Ляксо Е. Е.. Психофизиология. М., 2012;
- Ноздрачев А. Д., Поляков Е. Л., Вовенко Е. П. Путь И. П. Павлова к первой Нобелевской премии России. — СПб.: КультИнформПресс, 2014. — 180 с.
- Ноздрачёв, А. Д., Щербатых, Ю. В. Физиология и психология — диалектика взаимодействия при решении психофизиологической проблемы. Российский физиологический журнал им. И. М. Сеченова, 2021. т.107 №2, С. 154—176.

## Награды
- Премия им. К. М. Быкова АН СССР (1988)
- Государственная премия России «За цикл работ по физиологии вегетативной (автономной) нервной системы, опубликованных в 1966—1992 годах» (1994)[10]
- Премия Правительства Российской Федерации в области образования (1999, 2005)[11][12]
- премия Президиума РАН за лучшие работы по популяризации науки (2006, 2012)
- Заслуженный деятель науки РФ (1999)[13]
- Золотая медаль имени И. П. Павлова (2005)
- Премия им. И. П. Павлова Правительства Санкт-Петербурга и СПбНЦ РАН (2006)